# Tour de Flandes 1944
El Tour de Flandes 1944, la 28ª edición de esta clásica ciclista belga. Se disputó el 2 de abril de 1944.
El ganador fue el belga Rik van Steenbergen, que se impuso al esprint a sus ocho compañeros de fuga en la llegada a Gante. Los también belgas Briek Schotte y Jef Moerenhout acabaron segundo y tercero respectivamente. 

## Clasificación General
| Posición | Ciclista            | Equipo             | Tiempo     |
| -------- | ------------------- | ------------------ | ---------- |
| 1        | Rik van Steenbergen | Trialoux-Wolber    | 6h 23' 00" |
| 2        | Briek Schotte       | Helyett-Hutchinson | m. t.      |
| 3        | Jef Moerenhout      | Dilecta-Wolber     | m. t.      |
| 4        | Frans Sterckx       | Michard-Hutchinson | m. t.      |
| 5        | Frans Bonduel       | Dilecta-Wolber     | m. t.      |
| 6        | Frans Van Hellemont |                    | m. t.      |
| 7        | Célestin Riga       | Dilecta-Wolber     | m. t.      |
| 8        | Albert Hendrickx    | Michard-Hutchinson | m. t.      |
| 9        | Marcel Kint         | Mercier-Hutchinson | m. t.      |
| 10       | Georges Claes       | Trialoux-Wolber    | + 1' 05"   |